# Mysis amblyops
Mysis amblyops is een aasgarnalensoort uit de familie van de Mysidae. De wetenschappelijke naam van de soort werd in 1907 voor het eerst geldig gepubliceerd door Georg Ossian Sars.